# Jean de Neufchâtel
Jean de Neufchâtel (Neuchâtel-Urtière, 1340 circa – Avignone, 4 ottobre 1398) è stato uno pseudocardinale francese, creato dall'antipapa Clemente VII.

## Biografia
Nacque a Neuchâtel-Urtière intorno al 1340.
L'antipapa Clemente VII lo elevò al rango di (pseudo) cardinale nel concistoro del 23 dicembre 1383.
Morì il 4 ottobre 1398 ad Avignone.

## Genealogia episcopale e successione apostolica
La genealogia episcopale è:
- Arcivescovo Guillaume II de Melun
- Pseudocardinale Jean de Neufchâtel

La successione apostolica è:
- Antipapa Benedetto XIII (1394)